# Реутинці
Реу́тинці — село в Україні, у Кролевецькій міській громаді Конотопського району Сумської області. Площа - 589,4 га. Населення становить 996 осіб. До 2017 орган місцевого самоврядування — Реутинська сільська рада.

## Географія
Село Реутинці розташоване в північній частині Кролевецького району, на лівому березі річки Реть, за 7 км від районного центру м. Кролевець. Нижче за течією річки на відстані 4 км розташоване село Обтове. Через село проходить автомобільна дорога Т 2503.
Урочища біля села: Крикунка, Довге Озеро, Галатине Озеро, Кавучиний Груд, Кут, Лукновський Шлях, Мостище, Неловлі, Попове Багно, Попови Лози, Семи Соснах, Спольне Озеро, Неловлі, Мозирці, Широке Болото, Шпиль.

## Назва
Своєю назвою село зобов’язане місцевій річці Ревці, нині вже не існуючої. Проте старожили переказують що до Німецько-радянської війни річка не пересихала влітку. Історично, та згідно норм української мови село слід називати Ревутинці. Село має неофіційне гасло: "Реве, як бугай, на всю Україну".

## Символіка
На гербі села зображена голова корови яка реве, що символізує назву села (герб є промовистим). Тваринництво традиційно було важливою галуззю для села. Золотий колір голови символізує місцевий аграрний ліцей, де вчать професіоналів сільського господарства і вказує наскільки освіта важлива для ведення ефективного сільського господарства. Срібні роги символізують річку Реть, яка звивається біля села. Між рогами зображений герб Остоя з печатки власника села Данила Забіли Ревутинського. Червоний колір — є частиною Кролевецької громади.

## Історія

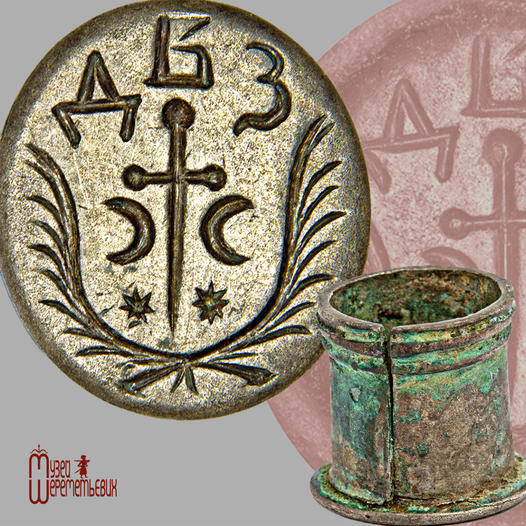
Печатка власника села Данила Забіли Ревутинського (1735–1747). Із 1718 року за доноси на гетьмана Івана Скоропадського засланий до Архангельська. Із 1725-го - в Москві, 1727-го. повернувся в Україну. У 1727–1735 роках – військовий товариш, із 1735-го – бунчуковий товариш. Імовірно, саме в той час і було виготовлено цю матрицю. Інші представники старшинського роду Забіл користувалися печатками з подібним зображенням.

Перші писемні згадки про село відносяться приблизно до 1625 р. В одній із тогочасних грамот сказано, що Ревутинці належали багатому поляку Вісселю (Вишлю) і мало тоді назву Реотинди. У 1689 р. село було передано у володіння українському сотнику Петру Михайловичу Забілі. Потім перейшло у спадок Василю Петровичу Забілі (був генеральним хорунжим). Згодом село потрапило до одного з його нащадків - Володимира Забіли. Ним у селі була збудована церква, що дістала назву Володимирська.
Згідно опису Новгородсіверського намісництва (1779-1781) село Ревутинці знаходиться при річці Реть на трактовій дорозі з Кролевця до Чернігова, належить Забілам.
Згодом Татищев одержав у спадок Ревутинці.
У селян не було змоги купити землі, і помістя дісталося кролевецькому торговцю та ткачу Лаврентію Ринді.
У 1861 р. десяти сім’ям вдалося викупитися з кріпацької неволі. Вони й заснували Нову вулицю, яка існує і понині. Ця вулиця розмістилась на крутому горбі лівого берега річки Реть на піщаних ґрунтах. Згодом на місці колишнього поселення залишилися будівлі тільки поміщика.  На той час в селі існувало вже 2 церкви (Покровська і Володимирська). Грамотних людей в селі майже не було, і лише в 1886 р. відкрилася при церкві школа на один клас.
У 1895 р. була збудована в Реутинцях нова дерев’яна Свято-Покровська церква, яка безслідно щезла в 1930-х рр. Кажуть, провалилася під землю разом з дзвіницею, що іноді чути як вона жалісно реутить на Покрову.
Під час насильницької колективізації 1931 в селі засновано два колгоспи: "Спартак" та "Червоний Лан". 1932 в селі почався терор голодом. У 1935 р. в селі відкрито семирічну школу.  20 жовтня 1936 р. на базі свинорадгоспу (колишні будівлі поміщика Ринді) було відкрито школу бригадирів-комбайнерів, яке тоді називалося училище механізації сільського господарства.
На фронтах Другої світової війни загинуло понад 400 мешканців села. 30 жовтня загін партизанів під проводом Ковпака вирушив у Карпатський рейд, зіткнувся в селі з силами правопорядку. 3 вересня 1943 село зайнято сталіністами.
12 червня 2020 року, відповідно до розпорядження Кабінету Міністрів України № 723-р «Про визначення адміністративних центрів та затвердження територій територіальних громад Сумської області», село увійшло до складу Кролевецької міської громади.
19 липня 2020 року, в результаті адміністративно-територіальної реформи та ліквідації Кролевецького району, увійшло до складу новоутвореного Конотопського району.

## Сьогодення
На території сільської ради функціонують: фельдшерсько-акушерський пункт, дитячий садок "Берізка", загальноосвітня школа І-ІІ ст., Реутинський професійний аграрний ліцей, сільський Будинок культури, відділення поштового зв’язку, магазини.

## Пам'ятки

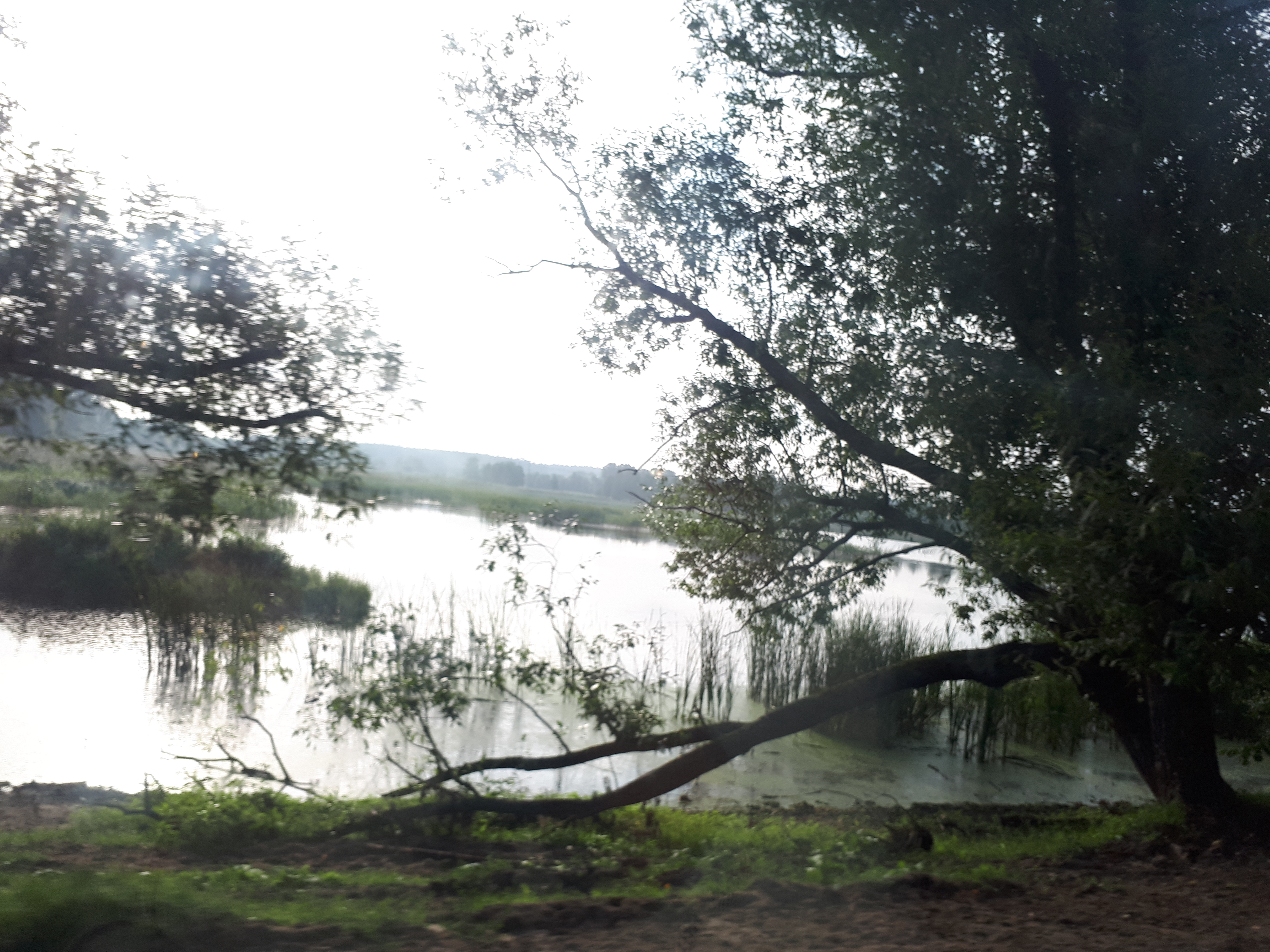
Гідрологічний заказник "Подолівський"

- Подолівський заказник — гідрологічний заказник місцевого значення.

## Відомі люди
- Гавриленко Сергій Миколайович — український військовик, учасник російсько-української війни[6].
- Мінюра Євдоким Петрович (1880-1963) — видатний радянський художник. Народився в багатодітній сім'ї в 1880 р. в с. Реутинці. З дитячих років його тягнуло до малювання. Його вчителями біли відомі митці Олександр Мурашко, Микола Пимоненко, Іван Селезньов.
- Яновський Іван Маркович (1922-1981) — український письменник.
- Петро Рогожа - учасник афганської війни, громадський діяч.